# Locate di Triulzi
Locate di Triulzi település Olaszországban, Lombardia régióban, Milánó megyében. Lakosainak száma 10 297 fő (2023. január 1.). Locate di Triulzi Carpiano, Opera, Pieve Emanuele, San Donato Milanese, San Giuliano Milanese és Siziano községekkel határos.

## Népesség
A település lakossága az elmúlt években az alábbi módon változott:
| Lakosok száma | 9943 | 10 216 | 10 297 |
|               | 2013 | 2018   | 2023   |